# High Society (2017)
High Society (Untertitel: Gegensätze ziehen sich an) ist ein deutscher Spielfilm von Anika Decker aus dem Jahr 2017. Die romantische Verwechslungs- und Culture-Clash-Komödie handelt von der verwöhnten Industriellentochter Anabel von Schlacht, dargestellt von Emilia Schüle, die nach einem Skandal erfährt, dass sie kurz nach der Geburt mit der in deutlich ärmeren Verhältnissen aufgewachsenen Aura Schlonz, gespielt von Caro Cult, verwechselt wurde und eigentlich das älteste Kind einer Kassiererin ist. In weiteren Rollen spielen Jannis Niewöhner, Iris Berben, Katja Riemann und Jannik Schümann.
Realisiert wurde die Komödie von der Hellinger Doll Filmproduktion. Decker trat mit ihrer Produktionsfirma Decker Bros sowie Warner Bros Pictures Germany erneut als Koproduzentin in Erscheinung. Die Dreharbeiten zu ihrer zweiten Regiearbeit fanden von August bis Oktober 2016 in Berlin statt. In den deutschen Kinos lief der Film am 14. September 2017 an. Unter Kritikern polarisierte die Produktion nach Veröffentlichung stark. Die Gesamtbesucherzahl belief sich auf rund 577.000. Schüle wurde für ihre Darstellung im Folgejahr für den Bambi in der Kategorie „Schauspielerin national“ nominiert.

## Handlung
Industriellentochter Anabel von Schlacht führt das Leben einer verwöhnten High-Society-Göre. Ihr Alltag besteht vornehmlich aus Luxus, Shopping und Party. Als die Tageszeitung aufdeckt, dass die junge Berlinerin nach ihrer Geburt in der Klinik von zwei wenig verantwortungsbewussten Krankenschwestern vertauscht wurde, sieht sie sich nicht nur mit der Wahrheit, sondern auch dem sozialen Abstieg konfrontiert: Mutter Carmen Schlonz ist Kassiererin und lebt mit zwei weiteren Kindern und einem illegalen Untermieter im sozialen Brennpunkt Berlins. Deren Ziehtochter Aura, gelangweilt von ihrem hedonistischen aber mittellosen Leben im Plattenbau, sieht hingegen ihre Chance auf ein Leben in Saus und Braus gekommen, und zieht kurzerhand in die Luxusvilla ihrer leiblichen Familie. Mutter Trixi von Schlacht ist überglücklich über den Neuzugang, weiß aufgrund der Situation und ihrer wenig gefühlvollen, snobistischen Art jedoch nur noch Anabel zu provozieren.
Nach einem Zerwürfnis auf einer von Trixi veranstalteten Spendengala beschließt Anabel, ihr altes Leben hinter sich zu lassen und zu Carmen zu ziehen. Von ihrer alleinerziehenden Mutter, ihren beiden Halbgeschwistern Rosa und Siddharta sowie deren Untermieter Gernot wird Anabel zwar herzlich aufgenommen, doch ihre neue Umgebung bleibt für sie zunächst fremd. Unterstützung findet Anabel in dem jungen Polizeibeamten Yann, der nach dem Diebstahl ihres Autos die Fahndung einleitet und sich zu allem Überfluss als Auras Freund entpuppt. Als die Situation während einer Demonstration vor einem Pelzgeschäft, in dem Trixi und Aura einkaufen, eskaliert und Anabel in Verkleidung Farbbeutel auf die beiden abfeuert, sieht Yann sich jedoch gezwungen, Anabel und die beiden leidenschaftlichen Aktivisten Carmen und Gernot mit auf das Revier zu nehmen.
Anabel, die sich zuvor erfolglos um Arbeit bemüht hat und der aufgrund ihres Verhaltens eine saftige Geldstrafe blüht, sieht sich gezwungen, bei ihren Freundinnen um Hilfe zu bitten, doch diese wollen mit ihr nach ihrem sozialen Abstieg nichts mehr zu tun haben. Ihr Schwarm, der erfolgreiche Venture-Capitalist Ben Schwarz, lädt Anabel in ihrer Not daraufhin zu einem Vorstellungsgespräch in dessen Unternehmen ein. Bei Schwarz Enterprise findet sie schließlich eine Anstellung an Putzfrau in Bens Haushalt, wo sie beim Aufräumen auf dessen BDSM-Spielzeug stößt. Yann hat unterdessen ihr Auto wieder auftreiben können. Anabel findet zunehmend Gefallen an seiner Art und bei einer gemeinsamen Fahrt durch Berlin sowie einem anschließenden Essen, bei dem sie auf Aura treffen, kommen sich die beiden näher.
Trixi realisiert unterdessen, dass sie die verlorene Zeit mit ihrer leiblichen Tochter Aura nicht nachholen kann und Anabel ihr zunehmend fehlt. Bei einem spontanen Besuch bei Familie Schlonz versucht sie, Anabel mit Geld zu kaufen. Doch diese hat sich inzwischen von ihrer früheren Mutter emanzipiert und schickt diese weg. Aura hat inzwischen wieder mit Yann angebandelt, der Anabel mit seinem Verhalten in Bens Arme treibt. Dieser versucht sie, bei einem luxuriösen Abendessen zu verführen, lässt sie jedoch mitten im Vorspiel in Handschellen gekettet an seinem Bett zurück, als er aus geschäftlichen Gründen abreist. Gedemütigt sucht Anabel Hilfe bei Yann, der sich nach einem Streit mit Aura inzwischen endgültig von dieser getrennt hat und sie befreit. Als ihr bettlägeriger Ziehvater eine Lungenentzündung erleidet, versöhnt sich Anabel mit den von Schlachts an dessen Krankenbett.
Am Ende des Films werden Anabel und Yann ein Paar.

## Hintergrund

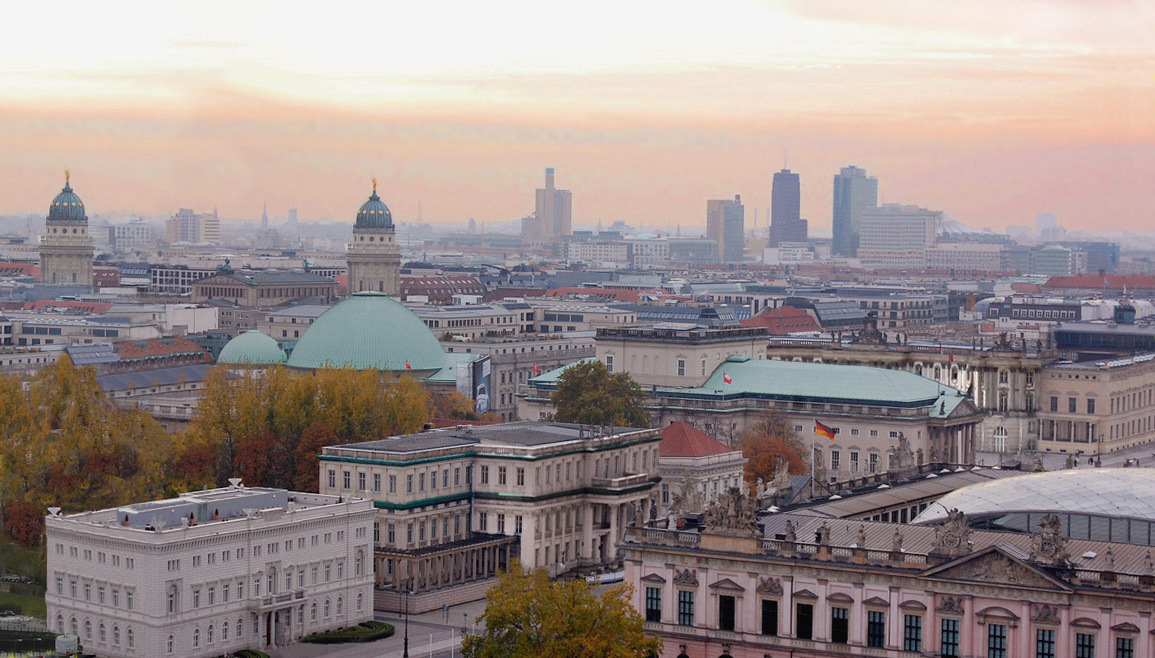
Als Dreh- und Spielort von 100 Dinge fungierte Berlin.

High Society entstand an verschiedenen Motiven in Berlin und ist nach Traumfrauen (2015) die zweite Regiearbeit von Autorin und Regisseurin Anika Decker. Inspiration zum Drehbuch fand Decker in einem Artikel, den sie Jahre zuvor im Zeitmagazin gelesen und der von einer „alkoholkranken Krankenschwester, die diverse Babys vertauscht“ habe, gehandelt hatte. Decker, die schon seit Längerem „eine Komödie über Arm und Reich sowie die verschiedenen Gesellschaftsschichten“ hatte inszenieren wollen und mit 15 Jahren in einem Babyzimmer in einer Frauenklinik ein Schülerpraktikum gemacht hatte, intensivierte daraufhin die Recherchen zum Thema. Auch Privates ließ die Autorin in ihr Skript einfließen. So basierten einige Charaktere auf tatsächlich existierenden Personen aus der High Society, denen Decker aus beruflichen Gründen bereits öfters begegnet sei. Die Mitglieder der Familie Schlonz wurden hingegen von ihrem engeren Umfeld geprägt.
Die Komödie wurde vom 23. August bis 14. Oktober 2016 in Berlin und Potsdam gefilmt und wie bereits Traumfrauen von der Hellinger/Doll Filmproduktion in Koproduktion mit Decker Bros. und Warner Bros. Entertainment hergestellt. Decker war nicht nur als Regisseurin und Drehbuchautorin verantwortlich, sondern trat mit ihrem Bruder Jan Decker auch erneut als Co-Produzentin des Films in Erscheinung. Als Hauptproduzenten fungierten ebenfalls wieder Lothar Hellinger und Christopher Doll. Finanzielle Verleih- und Produktionsförderung erhielt High Society durch den Deutschen Filmförderfonds (DFFF), das Medienboard Berlin-Brandenburg (MBB) sowie die Filmförderungsanstalt (FFA).

## Kritiken
In der deutschsprachigen Filmbewertungs-Community wurde der Film durchschnittlich bewertet, wobei die Meinungen im Einzelnen sehr unterschiedlich waren. So gaben auf kino.de von 150 Bewertern 47 den Höchstwert an, während 84 das niedrigste Bewertungsniveau wählten. Bei Moviepilot erhielt der Film 4,6 von möglichen 10 Punkten.

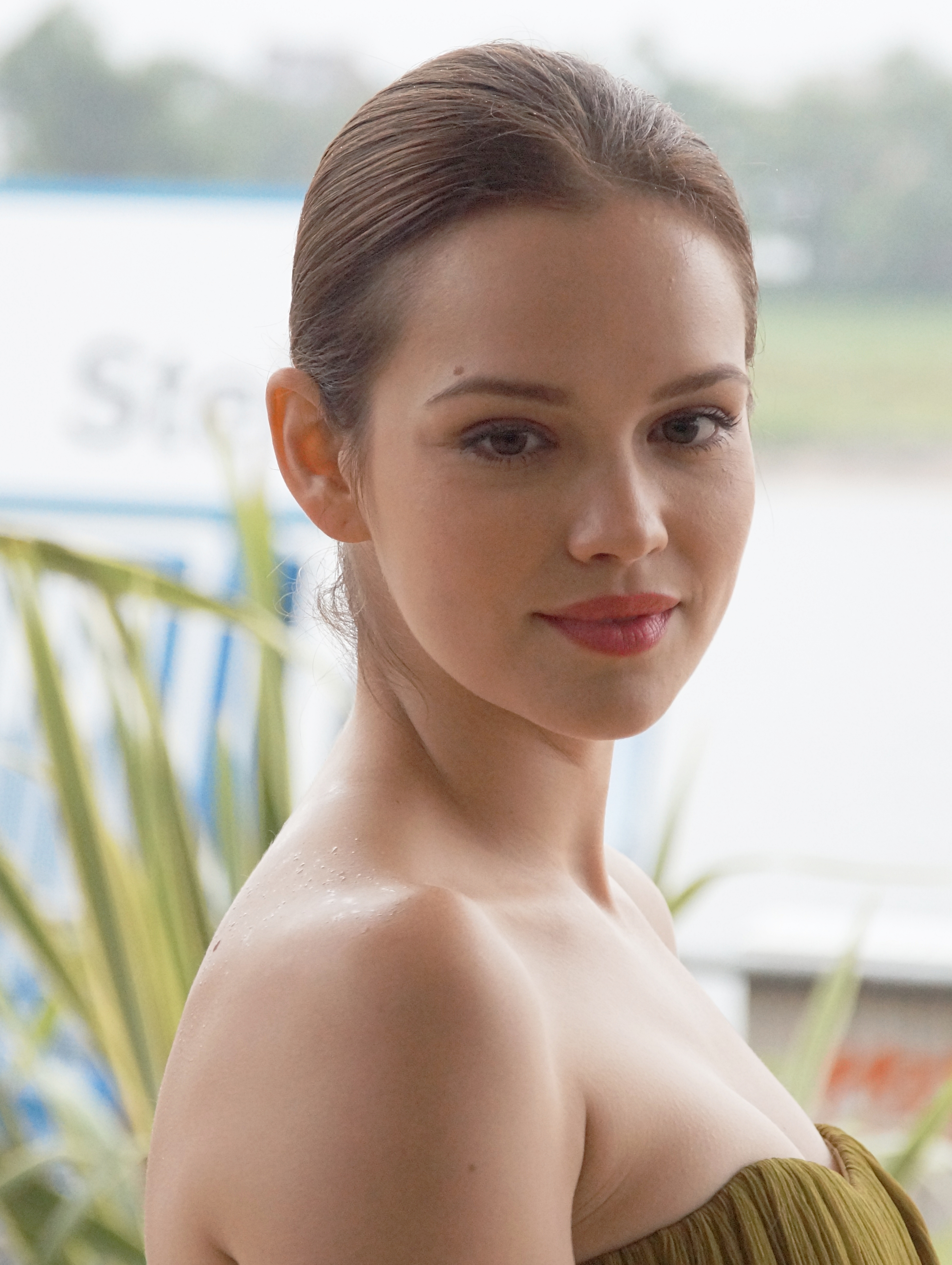
Hauptdarstellerin Emilia Schüle erntete positive Kritiken für ihr Spiel in High Society.

 Frank Jürgens von der Neuen Osnabrücker Zeitung fand, dass die Produktion „als locker inszenierte Komödie mit einer guten Portion Witz, Herz und einem tollen Ensemble“ überzeuge. Die Handlung, die „in eine Culture-Clash-Komödie mit Selbstfindungstrip mündet und ein sehr vorhersehbares Ende findet, ist zwar weder neu noch originell. Aber die Inszenierung von Decker [...] strotzt nur so vor witzigen, klasse umgesetzten Einfällen, […] Timing und einer pointierten Bildsprache“. Der Film jongliere „auf eine dermaßen erfrischende wie ungezwungene Art und Weise mit allerlei sozialen Klischees, dass man der Produktion für nichts böse sein kann“.
Rheinische Post-Redakteurin Ulrike Cordes bezeichnete High Society als „grelle Komödie aus der Berliner Gegenwart“. Der Film buhle „mit schnellen Bildern aus dem Berlin der Gegenwart, poppiger Musik und jeder Menge frechen Sprüchen um Aufmerksamkeit“. Decker baue in die „eher seicht daher kommende Geschichte durchaus nachdenkenswerte Aspekte ein“. Das „erstklassige Darstellerensemble“ ließe sich „spürbar gern mitreißen vom schrägen Geschehen“. Allen voran Katja Riemann steche „schwer berlinernd als Proletin mit buddhistischen und konsumkritischen Ambitionen“ hervor.
Hans Gerold von den Westfälischen Nachrichten erwähnte Riemann zwar auch positiv, sah sie jedoch als einzigen Lichtblick in einer klischeebeladenen und überflüssigen Komödie, welche bestenfalls als „Gaudi für It-Girls, welche über Prolls lachen wollen“ geeignet sei. Er fand, High Society „hätte eine bissige Satire über Klassengegensätze in einer viel zu reichen und saturierten Republik werden können, funktioniert aber höchstens als leichte, seichte und unterirdische Farce ohne Sinn und Verstand. Ohne wirkliche Handlung, quält sich der zweite Spielfilm [...] durch eine Reihe von vergessenswerten Episoden“.
Auch Michael Ranze von Filmdienst bewertete die Produktion eher negativ. Er befand, dass „die vollkommen überdrehte Klamauk-Komödie keine inhaltliche Ambitionen“ verfolge, sondern sich eher darin gefalle, „klischeehaft überspitzte Gegensätze spektakulär aufeinanderprallen zu lassen“. In den Nebenrollen würde „zu überzogen gespielt“, allein Hauptdarstellerin Emilia Schüle ziehe „die Aufmerksamkeit auf sich“.

## Erfolg
High Society feierte am 5. September 2017 im Sony-Center am Potsdamer Platz in Berlin Weltpremiere. Die Komödie startete am 14. September 2017 in den deutschen Kinos und hatte in ihrer ersten Woche 125.000 Besucher. Damit war sie in dieser Woche der meistbesuchte Kinofilm Deutschlands. High Society konnte sich noch weitere drei Wochen unter den Top-10 der deutschen Kinocharts halten (Plätze 3, 5, 9), erreichte eine Gesamtbesucherzahl von rund 577.000 und damit Rang 52 in der Jahresbilanz 2017. Schüle war für ihr Spiel bei der Bambi-Verleihung 2017 in der Kategorie „Schauspielerin national“ nominiert, unterlag jedoch Alicia von Rittberg.